# Хронологија Априлског рата 6. април 1941.
6. април 1941. је био први дан Априлског рата, сукоба између сила Осовине и Краљевине Југославије у Другом светском рату.

## Борбе на фронту Прве групе армија
На фронту Прве групе армија немачки напад почео је рано изјутра бомбардовањем из ваздуха након чега је уследио напад копнених снага. Немачки предњи делови прешли су југословенску границу на делу од Радгоне до Вурцен-Паса. Немачке снаге напале су код Цанкове лево крило 341. пешадијског пука и заузеле су целу област Горње Муре. Захваљујући брзом нападу немачких тенковских јединица заузет је железнички мост код Радгоне након чега су Немци заузели целу запречну зону од Радгоне и Слатину Раденци. Мост преко реке Муре код Мурека је такође заузет изненадним нападом немачких снага које су затим заузеле Слаткирх. Бициклистички ескадрон немачке 183. пешадијске дивизије заузео је око 11.30 Мурску Соботу. У рејону Св. Јурија и Св. Кундоте југословенске граничне трупе одбиле су немачки напад. На целом граничном одсеку од Св. Духа до Либеличе југословенске граничне трупе повукле су се на десну обалу реке Драве.
Код Језерског је неколко немачких тенкова уз подршку једног пешадијског батаљона прешло југословенску границу али је рушењем моста преко реке Кокре њихово напредовање заустављено пред запречном зоном бр. 2 јужно од Језерског. 6. априла положаје на Језерском држали су граничари, жандарми и један резервни пешадијски вод. О почетку рата сазнали су из телефонског извештаја командира жандармеријског вода из Крања који је известио о немачком нападу на гранични прелаз Љубељ удаљен 30 km од Језерског. Недуго затим, Немци су отворили ватру на царинарницу и караулу, а онда је у дејство ступила и немачка артиљерија. Браниоци су успели да одбију први напад немачке пешадије, а затим и поновљени напад немачке пешадије уз подршку тенкова. Због лошег одбрамбеног положаја, јединице југословенске војске повукле су се километар у дубину југословенске територије и утврдиле се на источној страни Језерског.
Након проласка немачких снага преко Лобјл-Паса југословенске снаге активирале су велику мину. Експлозија је сурвала камење на пут због чега је онемогућен пролазак непријатељских моторизованих јединица преко овог прелаза. У граничном пределу западна Блегоша одбијен је напад италијанских снага.
До краја дана немачке јединице заузеле су Вурцен-Пас, Лојбл-Пас, Срезан, Св. Дух, Мурску Соботу, положај на узвишењима с обе стране Шентиља, који је био ојачан бункерима, мостове код Мурека, Радгоне и Мурске Соботе. Одлучујућу улогу током првог дана борби на овом сектору имала је немачка 538. граничарска дивизија која је заузела Вурцен-Пас и Лојбл-Пас као и више важних кота. При овим акцијама немачке снаге су уз незнатне губитке заробиле око 40 југословенских официра и 500 војника.
Бомбардовани су Љубљански аеродром и Љубљана као и помоћни аеродроми код Церкља и Велике Горице. Немачка авијација је такође бомбардовала железничке комуникације и мостове у рејону Птуја, Зиданог моста и Чаковеца.

## Борбе на фронту Друге групе армија
На фронту Друге групе армија, током 6. априла није било непријатељских дејстава.

## Борбе на фронту Треће групе армија

### Западни фронт
Планирана офанзива југословенске 3. армије против италијанских снага у Албанији није могла да отпочне 6. априла 1941. године због тога што трупе 3. армије нису биле на време прикупљене на граничном фронту.
Вардарска дивизија у саставу 3. армије, која је држала део фронта у западној Македонији ка граници са Албанијом, није учествовала у окршајима 6. априла. Састав и положај јединица Вардарске дивизије на дан 6. априла изгледао је овако: 46. и 47. пешадијски пук у Дебру, 50. пешадијски пук у рејону Гостивара, 25. допунски пук, 337. пук резервне војске био је на самој граници са Албанијом, у рејону Маврових ханова, 385. пук резервне војске и 25. артиљеријски пук.
Зетска, Косовска, Херцеговачка дивизија и Комски одред јачине једног пешадијског пука и једног брдског дивизиона, из састава 3. армије у тренутку избијања сукоба 6. априла нису довршиле прикупљање људства и поседање задатих положаја. До краја дана то је учинила само Косовска дивизија која је заузела положаје на граници са Албанијом. Врховна команда наредила је 3. армији да 7. априла отпочне офанзиву против италијанских снага у Албанији.

### Источни фронт
Немачка 12. армија прешла је напад у 05.20 уз снажну подршку авијације. На овом правцу наступања Немцима су се супротставиле трупе Треће армијске области сачињене од граничара и делови Брегалничке, Моравске и Шумадијске дивизије, али је њихов отпор сломљен релативно брзо. Немачка 9. оклопна дивизија заузела је Криву Паланку и Страцин, немачка 73. пешадијска дивизија сломила је снажан отпор југословенских снага код Царевог села и на узвисини југозападно од њега, заузела је у 10.30 Царево село и избила је до Кочана, а немачка 2. оклопна дивизија продрла је у Струмицу, одакле је једну колону упутила ка Дојрану.
Извештај немачке 12. армије упућен Врховној команди копнене војске 6. априла у 09.30:
12. армија отпочела је у 05.20 часова напад на Југославију и Грчку. Постигнуто је изненађење на оба фронта. Железна врата се налазе чврсто у нашим рукама. Од 08.00 предњи одред 9. оклопне дивизије стигао је до Криве Паланке. 73. дивизија заузела је Царево село. Напад 30. армијског корпуса тачно се одвија. Непријатељ, који узмиче према западу, није посео пут Крива Паланка-Куманово... Испред 30. армијског корпуса налазе се само појединачне непријатељске снаге.
Због брзог продора немачких снага, поподне 6. априла Ибарска дивизија која се налазила у околини Скопља, упућена је према Куманову да затвори отвор код Криве реке, пошто је услед великих губитака Моравске дивизије остао потпуно отворен.

#### Борбе на Страцинском положају
Немачкој 9. оклопној дивизији, која је 6. априла изјутра заузела Криву Паланку и наступала ка Скопљу, на положају код Страцина супротставили су се 46. артиљеријски пук Моравске дивизије, батерија трећег дивизиона 36. артиљеријског пука, противоклопни артиљеријски дивизион наоружан противтенковским топовима калибра 47 mm и неке пешадијске јединице. Тога јутра Страцински положај бомбардован је из ваздуха од стране немачке авијације али је већина оруђа сачувана јер су била добро маскирана. По завршетку ваздушног напада, топови су демаскирани и припремљени за дејство. Око 10.00 на путу ка Кривој Паланци појавили су се немачки тенкови, претходница немачке 9. оклопне дивизије. У краћем окршају који је уследио уништена су четири немачка тенка, а немачки напад је на кратко заустављен. Немачка авијација поново је бомбардовала положаје југословенске војске на Страцину, а у дејство се укључила и немачка артиљерија. Због великих губитака и недостатка муниције јединице Моравске дивизије биле су принуђене да напусте Страцински положај. Немцима је отворен пут ка Скопљу. Немачке јединице које су биле на прилазима Страцину, око 18.00 напали су југословенски бомбардери и нанели су јој значајне губитке.
У ратном дневнику немачке 12. армије овако су описане борбе на Страцину:
Када је освануо 6. април и када су на одсеку 40. армијског корпуса на граници у дужини од око 50 км, на путевима који воде из Бугарске за Штип и Куманово, Немци извршили изненадан напад на југословенске граничне јединице показало се да су Срби били запањени. Изненада се, као лавина, сручио напад Штумеовог корпуса. Савладавши 25 км превоја Страцин, 9. оклопна дивизија генерал-потпуковника др Хубицког нашла се пред непријатељем. Скривен у гнездима на стенама, усмерио је ватру на Немце. Дошло је до губитака. Поред генерала Штумеа, који је на том путу пратио предње делове својих трупа, погинуо је његов ађутант, погођен у срце. Срби су знали да искористе погодност свог положаја. Ту је могла да помогне само добра, стара пешадија. Ангажован је један батаљон стрелаца под командом мајора Горна. Јуришало се на одлучујући планински положај непријатеља. Дошло је до жестоких борби. Срби, међутим, нису били дорасли тактички вештом руковођењу батаљона. После четворочасовне борбе мајор Горн је заузео превој. Немачка ватра је одбила притовудар, који је Југословенима донео тешке губитке. Заробљено је преко 600, међу њима 20 официра, заплењено је 16 топова и око 500 коња и товарних грла.

#### Борбе на сектору Брегалничке дивизије
Ујутро 6. априла у борбу са немачким јединица ступила је и Брегалничка дивизија чије јединице су биле распоређене на следећим положајима: 22. пешадијски пук са једним дивизионом артиљерије налазио се на кумановском одсеку; 23. пешадијски пук са једним дивизионом артиљерије према Царевом селу; 49. пешадијски пук са једним артиљеријским дивизионом код Струмице док је дивизијску резерву чинио 28. пешадијски пук који се налазио у Кочанима. 122. артиљеријски дивизион налазио се на маршу према Радовишту, а други се налазио у Штипу. Батаљон 28. пешадијског пука кретао се 5/6. април из Велеса ка Штипу. Након што је Штип бомбардован око 07.00 часова, овај батаљон заузео је положај Лојзански рит са којег је имао добар преглед вароши и укопао се.
122. артиљеријски дивизион Брегалничке дивизије који је био на маршу ка Радовишту, затекао се 6. априла изјутра на раскрсници путева Штип-Радовиште-Струмица. Командант дивизиона изјахао је испред јединице како би извидио пут и припремио смештај за дивизион. Успут је сазнао за немачки напад, а у касарни у Радовишту је добио наређење из штаба дивизије да са дивизионом продужи до села Сушева, а да уколико успут сретне непријатеља, ступи у борбу. Такође му је наређено и да лоцира 2. батаљон 28. пешадијског пука који се кретао из правца Штипа и да са њим поседне положај код села Сушева које је од Струмице било удаљено око 9 km. У висини села Дуката командир дивизиона који је био у извиђању наредио је да се артиљеријски дивизион развије у борбени поредак. Према његовом сазнању 9 немачких тенкова пробило је положаје југословенске војске код Струмице и кретало се у правцу Радовишта. Пешаци су се развили у стрелце, а батерије 122. артиљеријског дивизиона којој се придружио и 20. артиљеријски пук преведене су из маршевског у борбени поредак. Јединице југословенске војске на положају код села Дуката ступиле су у борбу са деловима немачке 2. оклопне дивизије подржане авијацијом и успеле су да задрже непријатеља до раних вечерњих сати када су поједине батерије због недостатка муниције биле заробљене или принуђене да се повуку. Батерије које су избегле заробљавање око поноћи 6/7. април заузеле су позиције иза теснаца Плоче у намери да на овом повољном положају поново покушају да зауставе непријатеља.

## Борбе на фронту 5. армије
На фронту југословенске 5. армије непријатељ, осим код Сипа, у току 6. априла 1941. године није вршио нападе. Целокупна непријатељска активност на овоме фронту састојала се у бомбардовању Ниша и железничких станица Дољевац и Бољевац, али железнички саобраћај није прекинут.

### Препад на Сипски канал - почетак ратних дејстава
Напад на Југославију почео је у ноћи 5/6. април када су немачке јединице Групе Ђердап из Румуније заузеле Сипски канал и спречиле југословенску војску да изврши планирано запречавање Дунава.
Река Дунав је имала изузетан стратешки значај за Немачку. Поред тога што је повезивала немачке савезнике Аустрију, Мађарску и Румунију и омогућавала излаз Немачкој на Црно море, за Немце је било од виталног значаја да се очува континуитет речног саобраћај на Дунаву како не би дошло до прекида у снабдевању румунском нафтом са нафтоносних поља у Плоештију. Како је запречавање Дунава било најлакше извести у каналима који су прокопани кроз Ђердапску клисуру, немачки планери сматрали су да је заузимање Сипског канала и овладавање Гвозденим вратима један од најважнијих циљева који се морају реализовати у почетној фази напада на Југославију.
Сипски канал изграђен је 1896. како би се омогућило безбедно одвијање речног саобраћаја кроз Ђердапску клисуру. Био је дуг 2.133 метра, широк 73, а највећа дубина износила је 7.3 метра. Осим Сипског канала, на овом делу тока Дунава изграђено је укупно 16,9 km канала. Због брзе матице је при узводној пловидби морала да се уведе помоћна вуча коју су прво вршили реморкери, а касније је, за време Првог светског рата уведена локомотивска вуча.
Задатак заузимања Сипског канала поверен је Групи Ђердап јачине око 2.000 људи, чија команда се налазила у Оршави. Ударну песницу немачког напада чинила су 54 војника из састава 5. и 7. чете Другог батаљона Специјалног пука Бранденбург.
Обезбеђење Сипског канала на дан 6. априла чинила су два топа Шкода М28 од 80 mm под командом потпоручника Боре Тодоровића и противавионски вод под командом резервног потпоручника Стевана Марковића, који је располагао са четири тешка противавионска митраљеза калибра 15 mm „Збројовка“ М1937 чехословачке производње. Оба вода била су из састава 8. артиљеријског пука Крајинске дивизије 5. армије. Артиљеријске положаје штитила је једна чета 74. пешадијског пука под командом резервног потпоручника Чеде Михајловића.
Југословенска војска је у складу са Ратним планом Р-41 извршила неопходне припреме за запречавање канала. Канал је требало да буде запречен сурвавањем локомотива и вагона напуњених цементом у канал, а преко њих требало је да буду потопљена два шлепа натоварена каменим блоковима. Југословенска речна флотила је такође обезбедила један реморкер „Витез“ који је вукао шлепове натоварене камењем и припремљене за потапање експлозивом на улазу у канал.
Борске копове обезбеђивала је друга чета 74. пешадијског пука са једном пољском батеријом 8. артиљеријског пука Крајинске дивизије.
Под окриљем ноћи 54 војника пука Бранденбург, од којих су неки били преобучени у српске сељаке, под командом пуковника Рихарда Бацинга пребацило се гуменим чамцима на десну обалу Дунава у висини постројења за помоћну локомотивску вучу. Официри југословенске војске из обласних команди били су позвани на весеље које је у кафани „Дубровник“ у Кладову приредио његов Градоначелник Леонид Чудновски. За време прославе у пиће им је сипано успављујуће средство.(?)
Немачки напад почео је у 02.00. Припадници пука Бранденбург упали су у стан Чудновског и побили југословенске официре на спавању и прекинули су телефонску и телеграфску везу између Сипа и Кладова. Случајни пуцањ упозорио је југословенске војнике да се догађа нешто неуобичајено. Војници су истрчали на положаје и отворили су ватру из тешких митраљеза, али су убрзо савладани. Немци су заробили комплетно обезбеђење Сипског канала заједно са неоштећеним постројењем за помоћну локомотивску вучу. Изненађење је било толико да локомотиве које су биле намењене за запречавање канала нису сурване у њега.
Након што је око 04.00 часа обавештена о немачком нападу, група за запречавање Сипског канала која се налазила у Текији, ступила је у акцију са два сата закашњења због времена потребног да се покрену бродске машине. У висини Аде Кале на реморкер Витез је отворена ватра са једног немачког брода, али је посада митраљеском ватром отерала нападача. На прилазу каналу на реморкер је отворена снажна пушчана и артиљеријска ватра са леве обале Дунава. Близу улаза у канал експлозија немачке гранате откинула је један шлеп који је теглио реморкер. Због немогућности даљег маневрисања капетан реморкера поручник бојног брода Јосип Гргић наредио је да се шлепови потопе изван канала. Крманоши Аца Ристић и Крста Вељошевић су користећи матицу успели да утерају шлепове у канал и да активирају експлозив. Капетан реморкера је покушао да настави пловидбу али је због јаке непријатељске ватре одлучио да потопи брод ударом у обалу, што му није пошло за руком. Оштећени реморкер матица је одвукла 5 km низводно, до Давидовца где га је потопила његова посада. У овом окршају капетан Гргић је рањен у главу.
Група за запречавање канала Јуц такође није успела да изврши задатак јер су шлепови прерано потопљени око километар далеко од улаза у канал. Акцијом југословенске речне флотиле, пловидба на Дунаву је само делимично ометена и то само при ниском водостају.

### Борбе на сектору Тимочке дивизије
Дана 6. априла 1941. године 20. пешадијски пук Тимочке дивизије држао је положаје ка бугарској граници на потезу Вратарница, Грљан, Велики Извор, Вражогрнци са задатком да у случају рата затвори правац Видин-Кула-Зајечар. Положај Тимочке и Крајишке дивизије на граници био је утврђен жичаним препрекама, противтенковским рововима и јежевима испред којих су се налазила минска поља. На прелазу Вршка Чука налазила се једна противтенковска батерија 20. пешадијског пука наоружана противтенковским топовима калибра 47 mm. Њу је с Краљевице подржавао дивизион пољске артиљерије калибра 80 mm. Око 07.00 уочене су прве немачке јединице које су се још увек налазиле на територији Бугарске. Припреме за напад трајале су све до 10.30 када су немачке јединице почеле да наступају ка југословенској граници. Око 11.00 немачка артиљерија отворила је ватру на положаје југословенске војске. Убрзо је почео и напад немачке пешадије и тенкова. Снажна ватра бранилаца зауставила је немачки напад, а један немачки тенк је уништен. У помоћ је позвано немачко ваздухопловство које је бомбардовало положаје на Вршкој Чуки. Затим је уследио поновљени немачки напад. (На мапи у Војној енциклопедији није уцртан напад немачких јединица на сектору Тимочке дивизије. У зони одговорности Пете армије напад је 8. априла извршила немачка 1. оклопна група и то у рејону Димитровграда, на сектору фронта који је држала Топличка дивизија.)

## Борбе на фронту 6. армије
На фронту 6. армије, осим непрекидног бомбардовања Београда, није било других непријатељских дејстава.

## Борбе на фронту 7. армије
На дан 6. априла 21. артиљеријски пук Савске дивизије био је укопан на положају изнад Копривнице, на само 5 km од мађарске границе. Исти положај обезбеђивао је и један коњички пук. Немачки тенкови напали су рано изјутра. Јединице југословенске војске на овом делу фронта биле су затечене немачким нападом без објаве рата. Ђачки коњички ескадрон који је чинило 500 кадета извршио је коњички јуриш али је у потпуности разбијен. Иста судбина задесила је и 21. артиљеријски пук. (немачке јединице ушле су у Копривницу 9. априла па је неизвесно да ли се овај окршај заиста одиграо 6. априла)

## Борбе на фронту Приморске армијске области
На фронту Приморске армијске области немачко и италијанско ваздухопловство бомбардовало је неколико већих места и саобраћајних чворова.

## Дејства југословенског речног монитора „Драва“
Монитор речне ратне флотиле Краљевине Југославије „Драва“ којим је командовао поручник бојног брода I класе Александар Берић, затекао се 6. априла на Дунаву код Бездана, близу границе са Мађарском, са задатком да пружа артиљеријску подршку Осјечкој дивизији. Прво наређење које је капетан Берић добио по избијању сукоба било је наређење команданта речне флтиле капетана бојног брода Едгара Ангелија да се монитор „Драва“ и цела њена посада предају Немцима. Берић је прочитао наређење пред посадом која се једногласно изјаснила да је против предаје непријатељу. Осмотривши велике формације немачких авиона које су прелетале границу са Мађарском, поручник Берић је издао наређење да се, према унапред утврђеним координатама, отвори ватра на најближи непријатељски војни аеродром код Мохача који је био удаљен око 7 km. Непријатељска извиђачка авијација више пута је безуспешно покушала да открије положај са којег је дејствовао југословенски монитор при чему је противавионском ватром са монитора „Драва“ оборен један мађарски извиђачки авион. Убрзо затим, осматрачка станица изнад Батине јавила је да се из правца мађарске границе, ка монитору „Драва“ крећу четири мађарска патролна брода. У борби која је уследила, ватром са југословенског монитора тешко су оштећена два мађарска патролна брода због чега су Мађари били принућени да се повуку ка граници. Након неуспешног ваздушног извиђања, фоксдојчерска шпијунска станица „Нора“ у Новом Саду емитовала је у етар наређење којим је задатак лоцирања монитора „Драва“ поверен немачкој фолксдојчерској организацији „Јупитер“ која је од почетка рата активно учествовала у борбеним дејствима и вршила саботаже у позадини југословенских јединица.

## Ваздушна дејства

### Почетак бомбардовања
Око 05.00 немачка авијација бомбардовала је војне аеродроме код Скопља, Куманова, Ниша, Загреба и Брежица. Приликом напада немачке авијације на аеродром Режановачка коса у близини Куманова, 36. ваздухопловна група Петог ловачког пука претрпела је велике губитке. Иако њихови застарели двокрилци типа Хокер фјури нису били дорасли модерним немачким ловцима, југословенски пилоти успели су да оборе два нападача и озбиљно оштете још четири немачка авиона који су принудно слетели у Бугарску. Један немачки двомоторни ловац Ме-110 (неки извори наводе да је на овај начин оборен немачки једномоторни ловац Ме-109), оборен је сразом (ударом авиона о авион, који ће касније током немачког напада на СССР, користити руски војни пилоти и који ће га назвати "таран") који је извршио пилот-ловац, поручник Милорад Танасић, а други немачки ловац Ме-110 је највероватније такође оборен сразом који је извршио командир ескадриле, капетан Војислав Поповић, који се након удара спасио искакањем из авиона али су га немачки пилоти убили док се спуштао падобраном.
У нападу на војни аеродром Петровац код Скопља, који је почео у 05.10 уништено је 14 авиона До-17 63. ваздухопловне групе.
3. батерија 102. дивизиона Ваздушне одбране Крагујевца, оборила је 6. априла, око 6.00 часова немачки двомоторни извиђачки авион Дорниер До-17П. Жандармеријска станица из Раче Крагујевачке потврдила је обарање авиона. Посада обореног немачког авиона је заробљена и стражарно спроведена у Крагујевац.
Резервни поднаредник Александар Павловић, курир 22. пешадијског пука и његов пратилац затекли су се у рано јутро 6. априла на путу Куманово-Крива Паланка када су их напала два немачка авиона. Након што су пронашли заклон, наредник Павловић отворио је ватру из свог карабина и успео је да обори један непријатељски авион. Павловић и његов пратилац заробили су немачког пилота који је успео да се спасе из олупине обореног авиона и спровели су га у штаб 22. пука.
Немачко ваздухопловство је 6. априла бомбардовало железнички и друмски саобраћај и концентрације трупа у области Скопља, Ниша, Београда, у Банату и Бачкој, Срему и Словенији, као и у Црној Гори, Далмацији, Херцеговини и Босни. У 07.00 мајор Бранко Фанедл, командант 64. ваздухопловне групе, која је била стационирана на аеродромима Обилић и Стубол код Приштине, повео је своју јединицу у напад на немачку колону која се кретала из правца Ђустендила. Југословенски бомбардери напали су у ниском лету немачку колону бацајући бомбе од 100 kg и нанели су јој озбиљне губитке без и једног изгубљеног авиона. Аеродром Петровац је поново нападнут у 10.20, а у 11.00 под ударом немачке авијације нашао се и аеродром Стубол код Урошевца и том приликом уништено је 15 југословенских бомбардера До-17. Три До-17 из 208. ескадриле која су успела да полете пратила су нападаче све до аеродрома Врба у Бугарској, где су на земљи уништили 4 непријатељска авиона. У току поподнева 6. априла трећи пут је нападнут аеродром Петровац и том приликом на земљи је уништено 10 југословенских бомбардера До-17.
Током напада немачких авиона на Нишки аеродром Медошевац, 6. априла око 08.00, ватром са земље оборен је авион немачког ловачког аса Херберта Илефелда. Капетана Илефелда, који је до почетка напада на Југославију имао преко четрдесет признатих ваздушних победа, оборио је каплар Властимир Белић, ватром из митраљеза Дарн, калибра 7,69 mm скинутог са авиона Бреге 19. Након што је примио погодак у носни хладњак уља, мотор Илефелдовог Месершмита Ме-109 је зарибао и пилот је био принуђен да напусти авион. Спасио се искакањем на око 35 km југоисточно од Ниша. Немачког аса заробили су српски сељаци који су га предали жандармима. Илефелд је стражарно спроведен у команду Пете армије у Нишу. Ослобођен је 13. априла, у близини Куршумлије од стране јединица немачке 5. оклопне дивизије.
Италијанско ваздухопловство бомбардовало је Боку Которску, Сплит, Дивуље, Шибеник, Мостар, Подгорицу и др. Током бомбардовања Подгорице, италијанским авионима супротставио се део Самосталне ловачке ескадриле која је била формирана од састава Треће пилотске школе у Мостару. У борби са италијанским авионима гину наредник Вукотић, наредник-пилот Ђорђе Цветковић који са својим двокрилним ловачким авионом Авиа БХ обара 3 италијанска бомбардера (оставши без муниције Цветковић сразом тј. ударом обара трећи италијански бомбардер) и потпоручник Миленко Миливојевић који је такође летео на двокрилцу Авиа БХ и који у овој борби обара један непријатељски авион.
Југословенска авијација бомбардовала је јачим снагама железничке станице и аеродроме код Софије, Ђустендила, Темишвара, Арада и Граца, а слабије снаге извршиле су напад на аеродром и трупе код Скадра.
Преостали авиони 63. ваздухопловне групе прикључени су 64. ваздухопловној групи ЈКРВ која је до краја 6. априла бомбардовала железничку станицу у Софији и немачку колону код Криве Паланке. До краја дана 3. бомбардерски пук ЈКРВ изгубио је укупно 41 авион, а три су лакше оштећена. У нападима на аеродроме уништено је и 16 двокрилних авиона Бреге извиђачке авијације.

### Бомбардовање Београда
У 06.30 отпочело је бомбардовање Београда, које је настављено у току дана. Први напад на Београд извела су 234 немачка бомбардера уз пратњу 120 ловаца. Њима су се супротставила 43 ловца Шестог ловачког пука ЈКРВ, као и 40 противавионских топова и 36 противавионских митраљеза калибра 15 mm. Батерије противавионске артиљерије које су биле наоружане противавионским топовима чехословачке производње биле су распоређене на Калемегдану, Врачару, Торлаку, Бежанијској коси, Батајници и око села Овча код Панчевачког рита. У ваздушној борби са немачким нападачима погинуо је командант 102. ловачке ескадриле капетан Милош Жуњић. Након што је оборио немачку Штуку, упустио се у борбу са немачком ловачком пратњом. Његов авион је тешко оштећен али је капетан Жуњић успео да се спасе искакањем. Убијен је док се спуштао падобраном на земљу. Његов пратилац, наредник Ђорђе Стојановић, је такође оборен и рањен, али је пре тога успео да обори једну Штуку и једног Хајнкела. У одбрани Београда гине и потпоручник Душан Борчић из 161. ловачке ескадриле који је у свом ИК-3 успео да обори два непријатељска авиона.
Дана 6. априла Београд је бомбардован четири пута, у 06.30, око 11.00, око 14.00 и око 16.00 сати. Током последњег немачког напада 6. априла југословенске пилоте предводио је командант Шестог ловачког пука, потпуковник Божидар Костић који је успео да обори два непријатељска авиона. Југословенски ловци успели су да оборе 23 немачка авиона уз сопствене губитке од 18 оборених и оштећених авиона, док је противавионска одбрана оборила 27 немачких авиона. Противавионска одбрана Београда је 6. априла скоро у потпуности уништена и није била у могућности да се током наредних бомбардовања ефикасно супротстави немачкој авијацији.